# Liste der Monuments historiques in Cuise-la-Motte
Die Liste der Monuments historiques in Cuise-la-Motte führt die Monuments historiques in der französischen Gemeinde Cuise-la-Motte auf.

## Liste der Bauwerke
| Bezeichnung      | Beschreibung                  | Standort | Kennzeichnung | Schutzstatus | Datum | Bild |
| ---------------- | ----------------------------- | -------- | ------------- | ------------ | ----- | ---- |
| Kirche St-Martin | Erbaut im 13. Jahrhundert     |          | PA00114673    | Classé       | 1913  |      |
| Kriegerdenkmal   | Erbaut 1923                   |          | PA60000006    | Classé       | 1998  |      |
| Schloss          | Erbaut ab dem 14. Jahrhundert |          | PA00114672    | Inscrit      | 1986  |      |